# Torda
Torda (cyr. Торда) – wieś w Serbii, w Wojwodinie, w okręgu środkowobanackim, w gminie Žitište. W 2011 roku liczyła 1462 mieszkańców.